# Обикновени хора
„Обикновени хора“ (на английски: Ordinary People) е американски драматичен филм от 1980 г. Това е режисьорският дебют на Робърт Редфорд. Сценарият, написан от Алвин Сарджънт, е базиран на едноименния роман на Джудит Гест.

## В ролите
| Актьор             | Роля              |
| ------------------ | ----------------- |
| Доналд Съдърланд   | Калвин Джарет     |
| Мери Тайлър Мор    | Бет Джарет        |
| Джъд Хърш          | д-р Тайрон Бергер |
| Тимъти Хътън       | Конрад Джарет     |
| Елизабет Макговърн | Джанин Прат       |
| Дина Маноф         | Карън Олдрич      |
| Майкъл Емет Уолш   | треньор Салан     |
| Фредрик Лене       | Джо Лазенби       |

## Награди и номинации
| Категория                           | Номиниран(и)            | Резултат                |
| Оскар (31 март 1981 г.)             | Оскар (31 март 1981 г.) | Оскар (31 март 1981 г.) |
| ----------------------------------- | ----------------------- | ----------------------- |
| Най-добър филм                      | Най-добър филм          | награда                 |
| Най-добър режисьор                  | Робърт Редфорд          | награда                 |
| Най-добър адаптиран сценарий        | Алвин Сарджънт          | награда                 |
| Най-добра поддържаща мъжка роля     | Тимъти Хътън            | награда                 |
| Най-добра женска роля               | Мери Тайлър Мор         | номинация               |
| Най-добра поддържаща мъжка роля     | Джъд Хърш               | номинация               |
| Награда на БАФТА (1982 г.)          |                         |                         |
| Най-добра актриса в главна роля     | Мери Тайлър Мор         | номинация               |
| Най-добър дебют в главна роля       | Тимъти Хътън            | номинация               |
| Златен глобус (31 януари 1981 г.)   |                         |                         |
| Най-добър филм – драма              | Най-добър филм – драма  | награда                 |
| Най-добър режисьор                  | Робърт Редфорд          | награда                 |
| Най-добра актриса в драматичен филм | Мери Тайлър Мор         | награда                 |
| Най-добър актьор в поддържаща роля  | Тимъти Хътън            | награда                 |
| Изгряващ актьор                     | Тимъти Хътън            | награда                 |
| Най-добър сценарий                  | Алвин Сарджънт          | номинация               |
| Най-добър актьор в драматичен филм  | Доналд Съдърланд        | номинация               |
| Най-добър актьор в поддържаща роля  | Джъд Хърш               | номинация               |